# Bâtiment situé 22 venac Stepe Stepanovića à Sombor
Le bâtiment situé 22 venac Stepe Stepanovića à Sombor (en serbe cyrillique : Зграда у Ул. венац Степе Степановића бр.22 у Сомбору ; en serbe latin : Zgrada u Ul. venac Stepe Stepanovića br.22 u Somboru) est situé à Sombor, dans la province de Voïvodine et dans le district de Bačka occidentale, en Serbie. Il est inscrit sur la liste des monuments culturels de grande importance de la république de Serbie (identifiant no SK 1247).

## Présentation
Le bâtiment, constitué d'un rez-de-chaussée et d'un étage, est situé à l'angle des rues Kralja Petra et Venca Stepe Stepanovića. Il a été construit dans les années 1860 sur des plans de l'ingénieur Milan Grgurov dans un style éclectique.
Sur le plan vertical, la façade est rythmée par des pilastres et, horizontalement, par une corniche moulurée peu profonde. La partie centrale est ornée d'un balcon en fer forgé et, au-dessus de la corniche, par un fronton triangulaire avec des motifs floraux stylisés.
Des travaux de restauration ont été effectués sur l'édifice en 1992.